# Predrag Nikolić
 Predrag Nikolić  (nascido em 11 de setembro de 1960, em Bosanski Šamac, Bósnia e Herzegovina, Yugoslávia) é um grande mestre de xadrez. Em outubro de 2004 atingiu o seu rating mais alto (2676).
Em 1991 disputou um match no Brasil contra o Grande Mestre Mequinho (uma vitória de Nikolić e 5 empates). O match marcou o retorno de Mequinho ao xadrez, após uma ausência de 12 anos por problema de saúde.

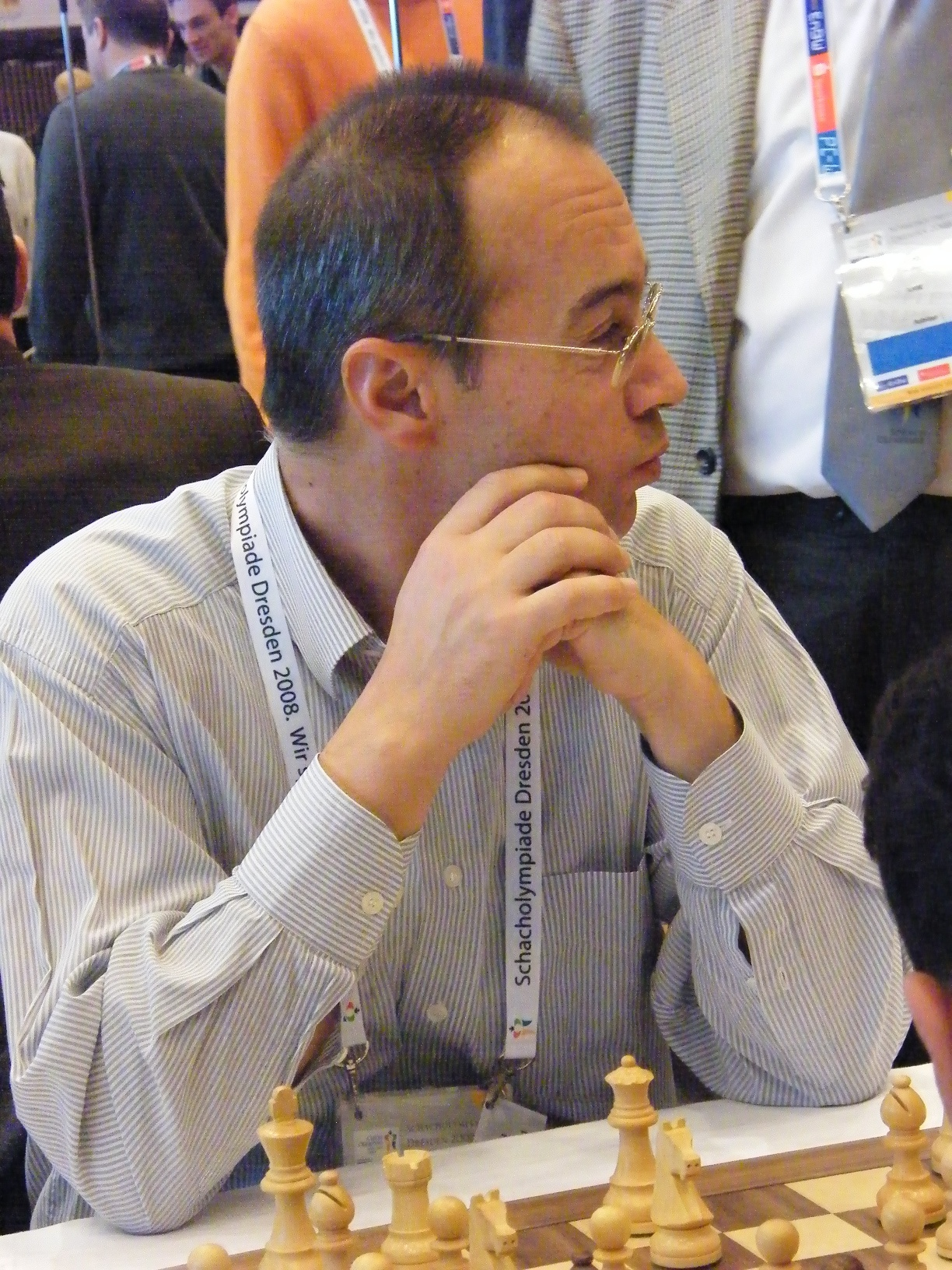
Nikolic na Olimpíada de Dresden (2008).

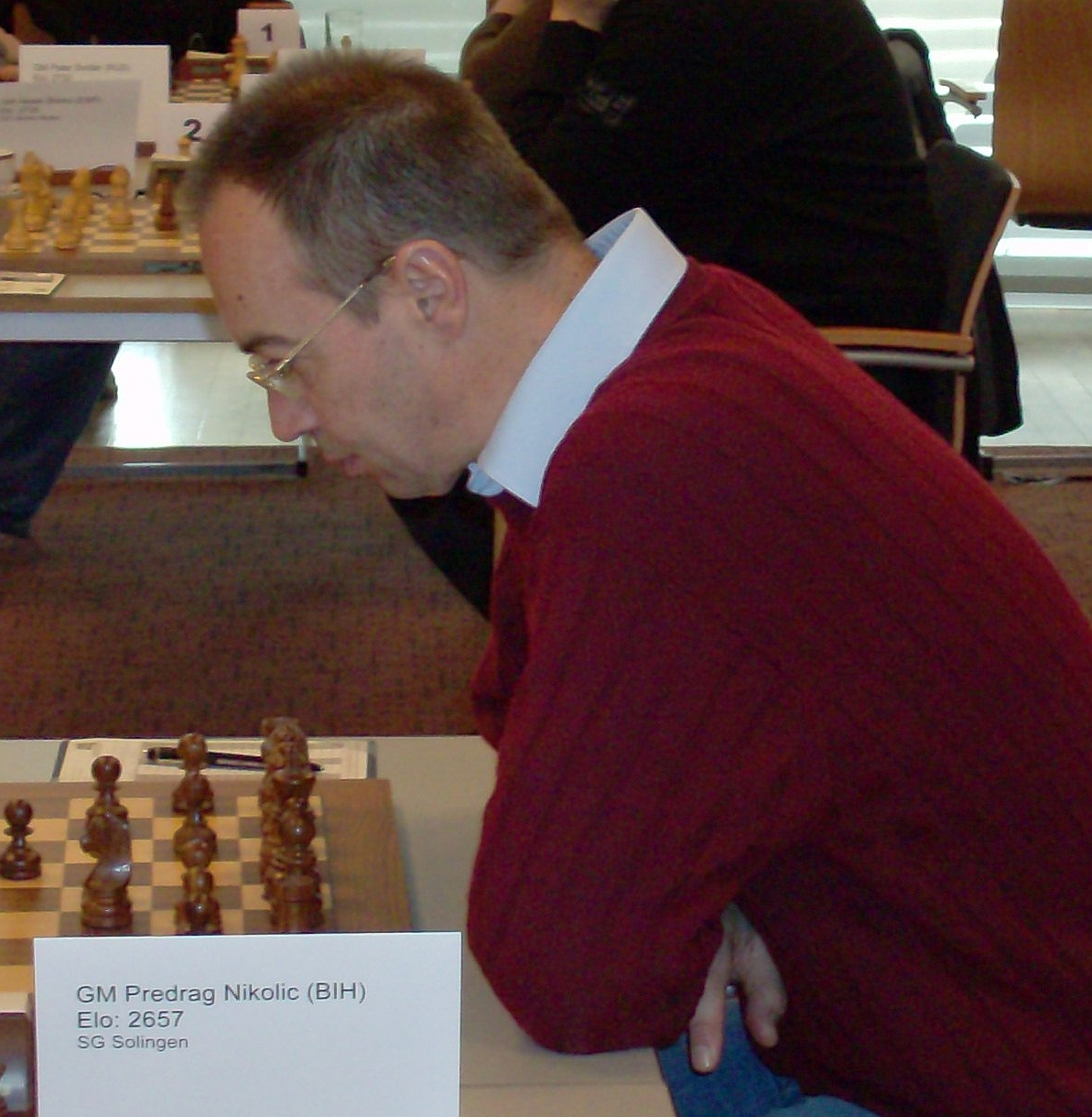
Nikolic em 2008.